# Epepeotes gardneri
Epepeotes gardneri là một loài bọ cánh cứng trong họ Cerambycidae.